# Бублик

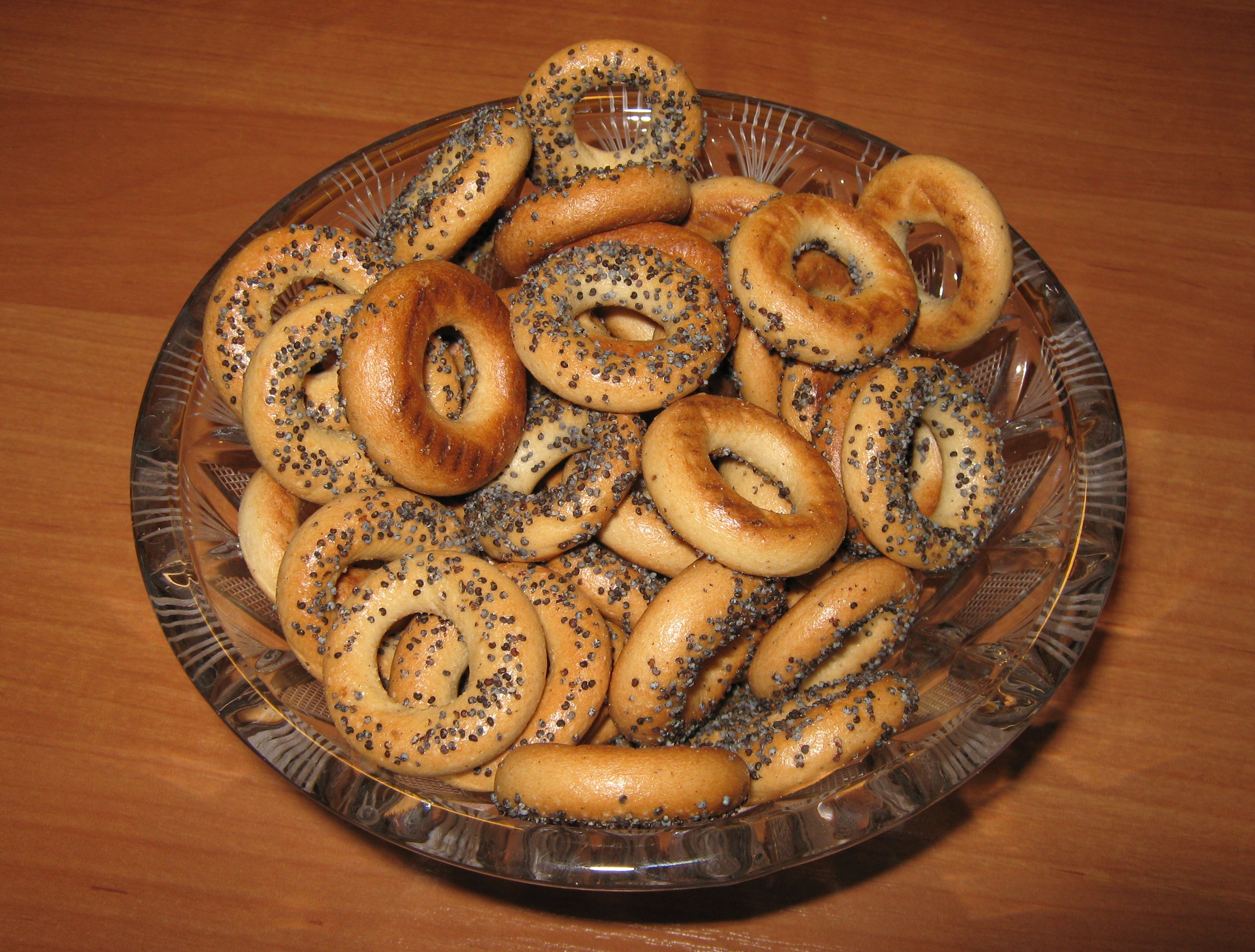
Бублики з маком

Бу́блик (обари́нок, зах. обарінок) — кулінарний виріб, пшеничне тісто кільцем, зварене у воді чи оброблене гарячою парою, а тоді запечене.
Залежно від розміру, вологості та м'якості може мати різні назви, також різні назви можуть вживатися в різних регіонах.
Також бубликами часто називають різні предмети у формі тора.

## Етимологія
Слово бублик походить від прасл. *bǫbъlь, утвореного від *bǫb-a («буба», «розм'якле зерно гороху, бобів», «ягода», «рана, нарив»). Вважається спорідненим з лит. bámba («пуп»), bambalas («карапуз, крихітка»), bambulos («головка», «брунька», «кулька»), латис. bumba («куля, ядро», «м'яч»), bumbulis («вузол», «ґуля», «горб», «жовно», «сук», «наріст», «карапуз»).

## Різновиди

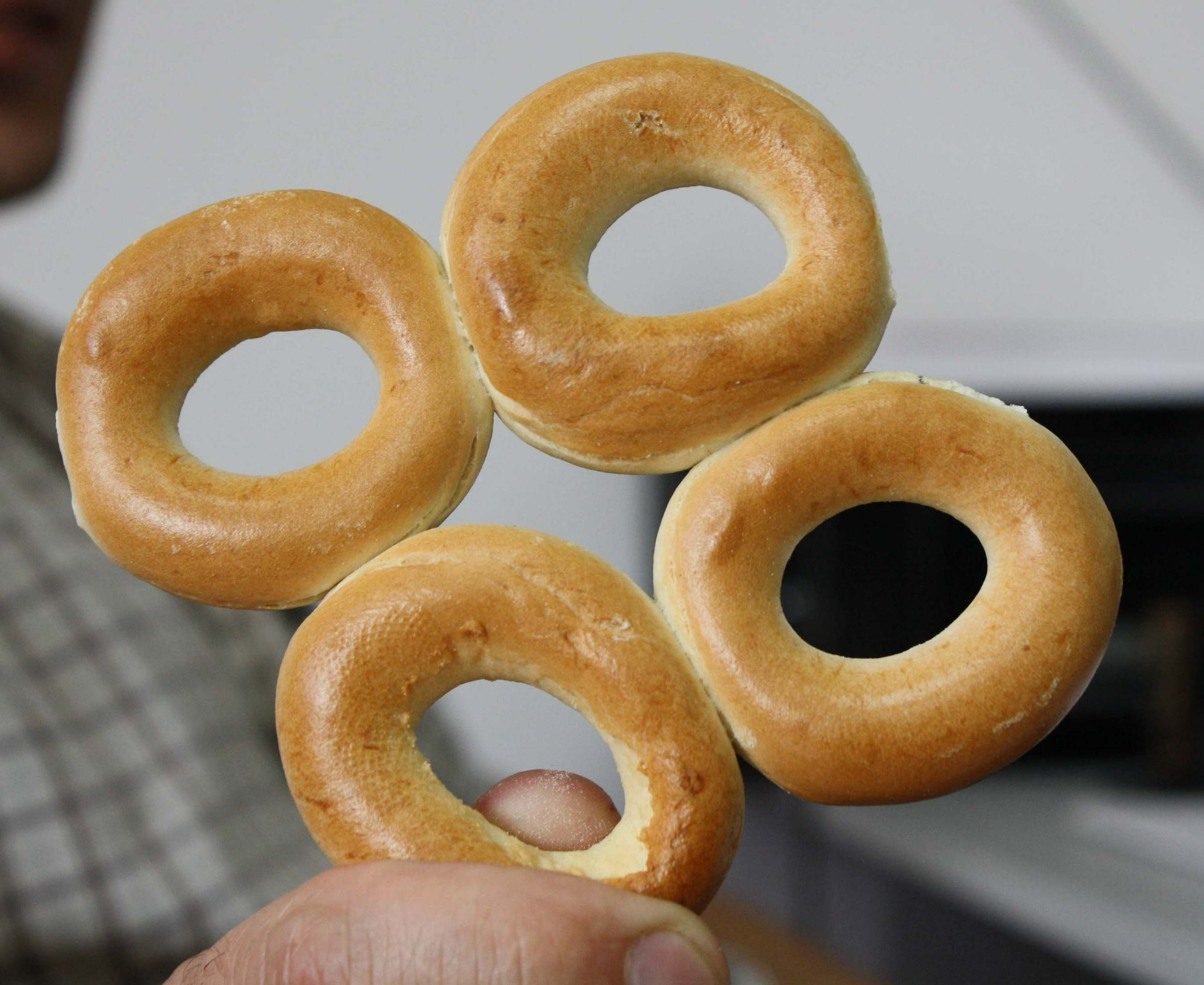
Чотири бублики, що спеклися разом

- прісний (простий) — готується з прісного тіста;
- з маком — перед випіканням посипається кондитерським маком;
- солодкий — перед випіканням змазується карамельною масою, зазвичай на основі цукру та приправ (кориця, кмин тощо);
- солоний — перед випіканням посипається грубою сіллю та приправами.

## Рецепти

### Обаринки
На 5 склянок пшеничного борошна — 2 склянки молока, 5 яєць, 50 гр дріжджів, ½ склянки топленого масла, ½ склянки цукру, 1 чайна ложка солі.
Розчинити дріжджі у молоці, додати яйця, розтоплене масло, цукор, сіль і розмішати. Засипати борошно, замісити тісто і дати йому зійти. Після чого виробити бублики за формою, викласти на змащений лист, дати зійти ще раз, змастити яйцем та обсипати січеним мигдалем або цукром з корицею.

### Обаринки кере́лівські
На 12 склянок пшеничного борошна — 4 склянки солоної води, 5 яєць, 150 гр дріжджів.
Замісити досить густе тісто і дати йому злегка зійти. Добре вибити тісто і дати йому зійти знов. Після чого виробити обаринки і кидати їх у окріп, виймаючи коли спливуть. Зварені обаринки ставлять у піч, щоб загнітились з обох боків, для чого їх перегортають.

## Фразеологізми
В народному фольклорі є чимало фразеологізмів зі словом «бублик». Найпоширеніші:
- ді́рка з (від) бу́блика — абсолютно нічого
- діста́неться на бу́блики — хтось буде покараний за якусь провину
- лама́тися, як (мов, ні́би і т. ін.) греча́ний бу́блик — неспішно реагувати на чиєсь прохання, чиюсь пропозицію і т. ін.; навмисне вагатися, упиратися, зволікати
- не ва́ртий (не варт) ді́рки з бу́блика — якого можна не брати до уваги, знехтувати; який не має ніякого значення

### Приклади вживання в українській літературі
|             | Абсолютно нічого. — Мовчи, Марино..,— не вгавав Левко.— Що я там маю з того шоферування? Дірку з бублика |
| — В. Кучер) | |

|                      | Я й мамі не казав за гадюку, бо знав, що мені б досталось (дісталось) би на бублики |
| — І. Нечуй-Левицький |                                                                                     |

|               | То чого тоді ламаєшся, мов гречаний бублик? — ще більше похмурнів Левко.— Ціни собі не можеш скласти? |
| — М. Стельмах | |

|               | Я був у Сосонці, розмовляв з народом, з товаришем Колядою, і знаю, що ця справа не варта дірки з бублика |
| — М. Зарудний | |

## Бублик у математиці

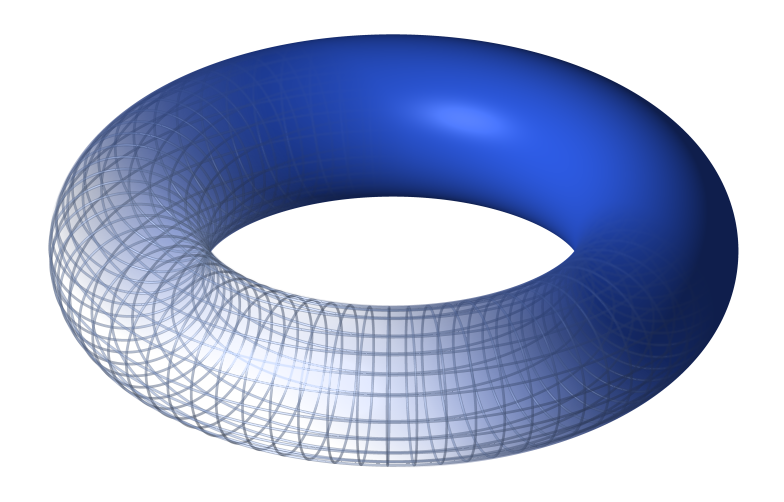
Тор — поверхня форми бублика

Є клас математичних функцій, що задають загальний вид поверхні бублика. Така поверхня називається тором. Аналітичне рівняння тора записується так:
{\displaystyle \left({\sqrt {x^{2}+y^{2}}}-r\right)^{2}+z^{2}=R^{2}.}

## Українське прізвище
Бублик — це також українське прізвище, поширене в Україні та південній Росії, в містах розселення українців. Див. статтю Бублики.
В Україні також існує село Бубликове в Сумській області.